# 渡辺英子
渡辺 英子（渡邊 英子、わたなべ えいこ、1946年（昭和21年）9月20日 - ）は、日本の政治家、教諭。元山梨県北杜市長（1期）、元北杜市議会議員（3期）、元長坂町議会議員（1期）。山梨県初の女性首長である。

## 来歴
山梨県北巨摩郡小淵沢町（現・北杜市）出身。日本体育大学女子短期大学卒業。小中学校の体育教員を経て、2003年（平成15年）に長坂町議会議員に初当選。
2004年（平成16年）11月1日、北巨摩郡須玉町・長坂町・白州町・高根町・大泉村・武川村・明野村の4町3村が合併して北杜市が発足。同年11月28日に行われた北杜市議会議員選挙に立候補し初当選した。以降、3回連続で当選。この間、議長を務めた。
2016年（平成28年）8月3日、任期満了に伴う北杜市長選挙に立候補する考えを表明した。同年11月13日に行われた市長選に前市長の白倉政司の支援を受けて立候補。自民党会派の浅川力三県議と北杜市商工会会長の支援を受けた元市議の上村英司、民進党県連・社民党県連・連合山梨の支援を受けた旧明野村長の篠原真清を破り、初当選を果たした。渡辺は県内初の女性首長となった。選挙の結果は以下のとおり。
※当日有権者数：41,170人 最終投票率：71.99%（前回比：pts）
| 候補者名 | 年齢 | 所属党派 | 新旧別 | 得票数   | 得票率 | 推薦・支持 |
| -------- | ---- | -------- | ------ | -------- | ------ | ---------- |
| 渡辺英子 | 70   | 無所属   | 新     | 10,371票 | 35.63% |            |
| 上村英司 | 46   | 無所属   | 新     | 10,045票 | 34.51% |            |
| 篠原真清 | 65   | 無所属   | 新     | 8,689票  | 29.85% |            |

2020年（令和2年）11月15日の同選挙で再選を目指すも元市議の上村英司に敗れ立候補者4人中3位で落選。
※当日有権者数：40,003人 最終投票率：73.18%（前回比：1.19pts）
| 候補者名 | 年齢 | 所属党派 | 新旧別 | 得票数  | 得票率 | 推薦・支持 |
| -------- | ---- | -------- | ------ | ------- | ------ | ---------- |
| 上村英司 | 50   | 無所属   | 新     | 9,381票 | 32.44% |            |
| 大柴邦彦 | 62   | 無所属   | 新     | 9,274票 | 32.07% |            |
| 渡辺英子 | 74   | 無所属   | 現     | 6,060票 | 20.96% |            |
| 池田恭務 | 47   | 無所属   | 新     | 4,201票 | 14.53% |            |

2023年（令和5年）春の叙勲で旭日小綬章を受章した。

## 市政
いじめ自殺未遂問題
東日本大震災による原発事故をきっかけに2013年（平成25年）、福島県南相馬市からとある一家が北杜市に移住。この一家の少女は2017年（平成29年）4月に市内の中学校に進学するが、同年11月、いじめを苦に自殺を図った。2018年（平成30年）1月には複数の生徒から暴力行為を受け、不登校になった。いじめ被害を訴えたにもかかわらず、市教育委員会が「重大事態」と判断しなかったことにより社会問題に発展した。
山梨日日新聞をはじめとする県内メディアは連日この問題を追及。渡辺は元教員という立場でありながらも、メディアの取材を拒み続けた。2018年（平成30年）11月6日、市教育委員会は、いじめの事実関係を調査する第三者委員会のメンバーの名前について、女子生徒側に開示しない考えを改めて示し、開示を求めている家族の要望や国の指導を無視する姿勢を貫いた。渡辺はこの日の記者会見も急遽欠席。市職員からは「市長は外部の方との重要な公務があるため」との釈明があった。
その他
- 農業関連の企業誘致を積極的に推進した白倉政司の施策を受け継ぎ、北杜市は2017年（平成29年）11月時点で20の企業の進出をみた[17]。2018年（平成30年）1月4日発売の月刊誌『田舎暮らしの本』2018年2月号に掲載された「2018年版住みたい田舎ベストランキング」で、北杜市が全国1位に選ばれた[18]。
- 北杜市は市内増富地区の地域おこしのために、国の交付金を活用した事業を2016年（平成28年）から実施。ところが2017年（平成29年）秋に不適切な会計処理が発覚。「増富地域再生協議会」の交付金事業が中止になった際の関係文書を非開示と決定したのは違法として、女性市議が市に取り消しなどを求める訴訟を起こした。2020年（令和2年）3月3日、甲府地方裁判所は渡辺に対し、請求された文書を開示するよう命じた。 市は控訴の意向を示していたが、3月18日の市議会で控訴議案が否決。渡辺は控訴を断念した[19]。